# 고우순
고우순(高又順, 1964년 4월 21일 ~ )은 대한민국의 프로 골퍼이다.

## 생애
1985년 KLPGA 입회. 1993 JLPGA 입문. 1994년과 1995년 LPGA 투어 우승. 2002년 JLPGA투어 챔피언십 우승. 2002년 일본여자오픈 우승. 2003년 우리금융-핀크스컵 한일여자프로골프대항전 최우수선수(MVP). 2013년 7월 11일 현재 일본 여자프로골프(JLPGA) 통산 8승.